# Jardin des Orangers
Le Jardin des Orangers (italien : Giardino degli Aranci) est le nom utilisé à Rome pour décrire le Parc Savello. Il a une surface de 7.800 mètres carrés et est situé sur la Colline de l'Aventin. Le parc est célèbre pour offrir une excellente vue sur la ville. Le jardin, tel qu'il est aujourd'hui, a été conçu en 1932 par Raffaele De Vico. Il a été aménagé pour offrir au public un accès à la vue sur l'autre côté de la colline, créant un nouveau belvédère, à ajouter aux points de vue déjà existants à Rome, tels le Pincio et le Janicule.

## L'histoire
Le jardin, dont le nom vient des nombreux orangers qui y poussent, s'étend sur la zone de l'ancienne forteresse construite à proximité de la basilique de Santa Sabina par la famille Savelli entre 1285 et 1287. Celle-ci avait été elle-même construite sur un ancien château bâti par les Crescentii au Xe siècle. Le jardin est bordé par un mur qui entourait le château Savelli et d'autres vestiges du château qui sont encore visibles.
Le château a été plus tard donné à l'Ordre des Dominicains de Santa Sabina, qui l'a transformé en un monastère, et le petit parc, en jardin potager. Selon la légende, Saint Dominique a donné au jardin son premier oranger, après avoir transporté un arbre venant d'Espagne. La légende raconte aussi que Catherine de Sienne a cueilli les oranges de cet arbre, et en a fait des fruits confits, qu'elle a donné au pape Urbain VI.

## Parc moderne
On y trouve les célèbres orangers odorants qui lui donnent son nom, ainsi que de nombreux pins parasols. Le jardin est très symétrique, avec une avenue centrale alignée sur la perspective, nommée plus tard en l'honneur de l'acteur Nino Manfredi. La place centrale est nommée d'après un autre acteur Romain, Fiorenzo Fiorentini, qui depuis plusieurs années avait dirigé la saison théâtrale estivale dans le parc.
La fontaine à l'entrée est composée de deux pièces séparées : une antique vasque romaine de thermes, et un masque en marbre monumental. Ce masque était à l'origine adossé à une fontaine construite en 1593 par Giacomo della Porta pour un marché à bétail (Campo Vaccino) dans le centre de Rome. Le masque a une longue histoire. Après le démantèlement, en 1816, de la fontaine du Campo Vaccino, il a été récupéré puis en 1827 utilisé pour décorer une fontaine érigée sur la rive droite du Tibre. Cette fontaine a été démolie en 1890, et la sculpture a été conservée dans un dépôt municipal avant d'être déplacée à son emplacement actuel.

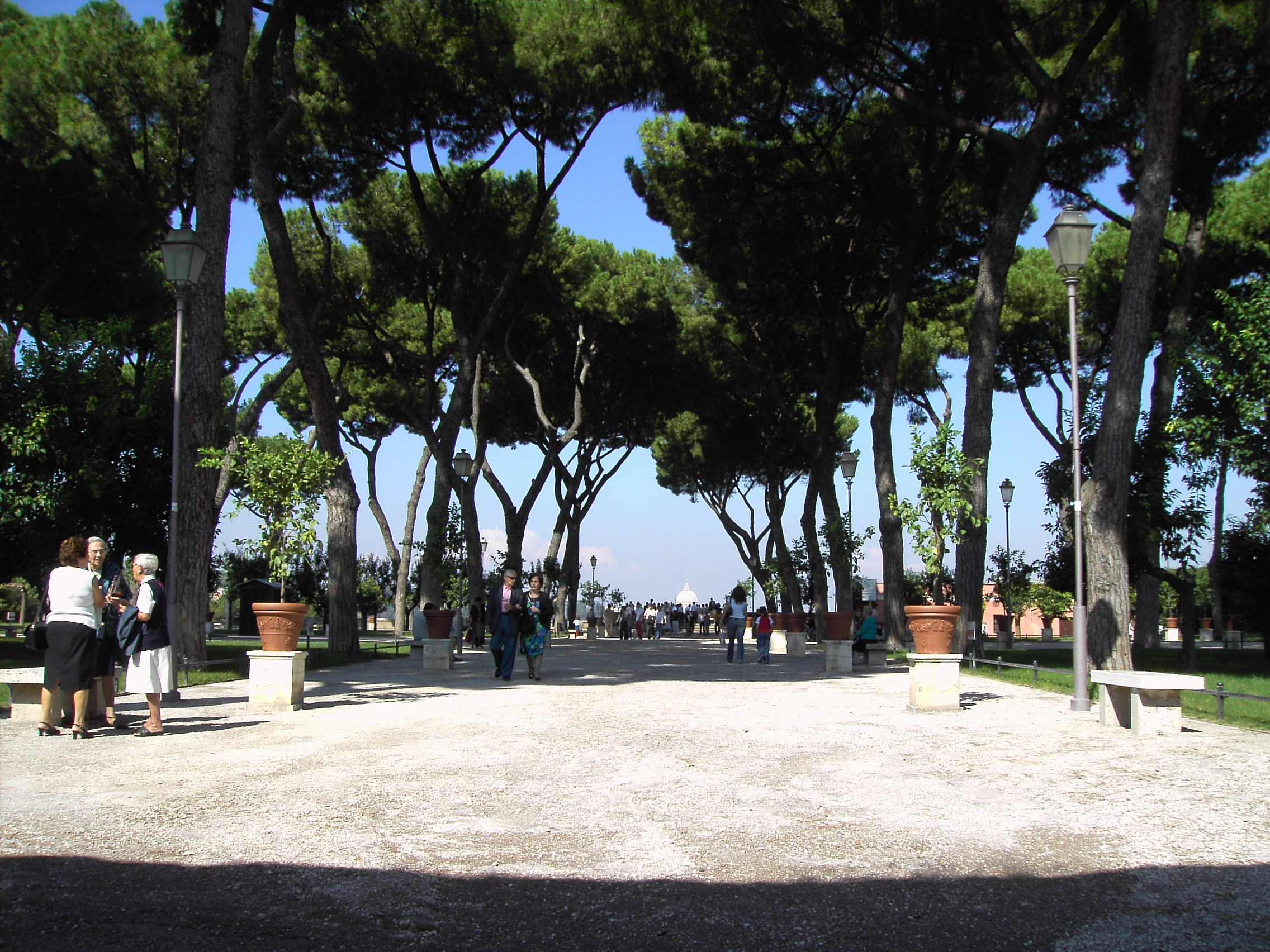
L'allée principale
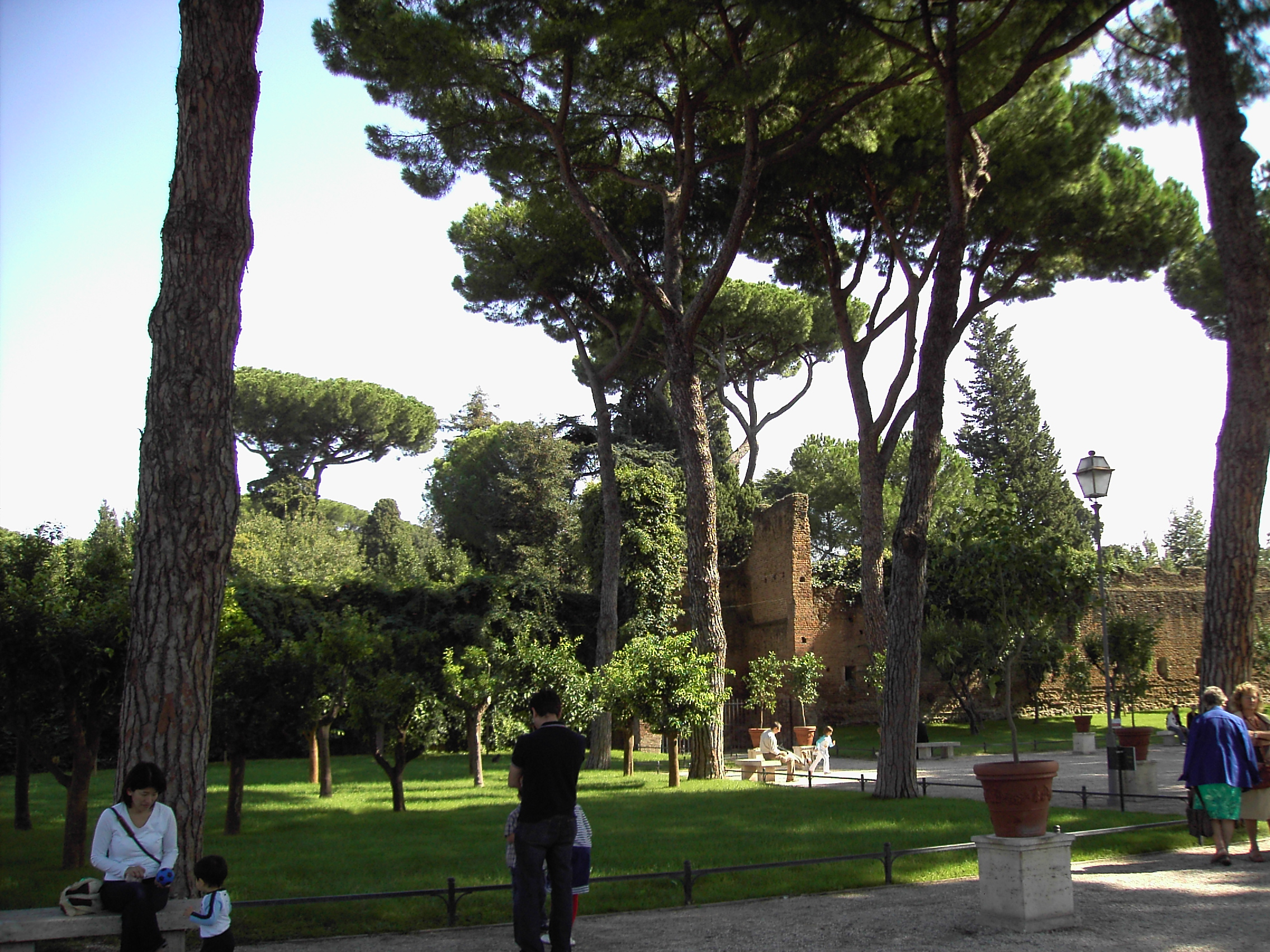
Vue, avec les murs de l'ancienne forteresse au fond
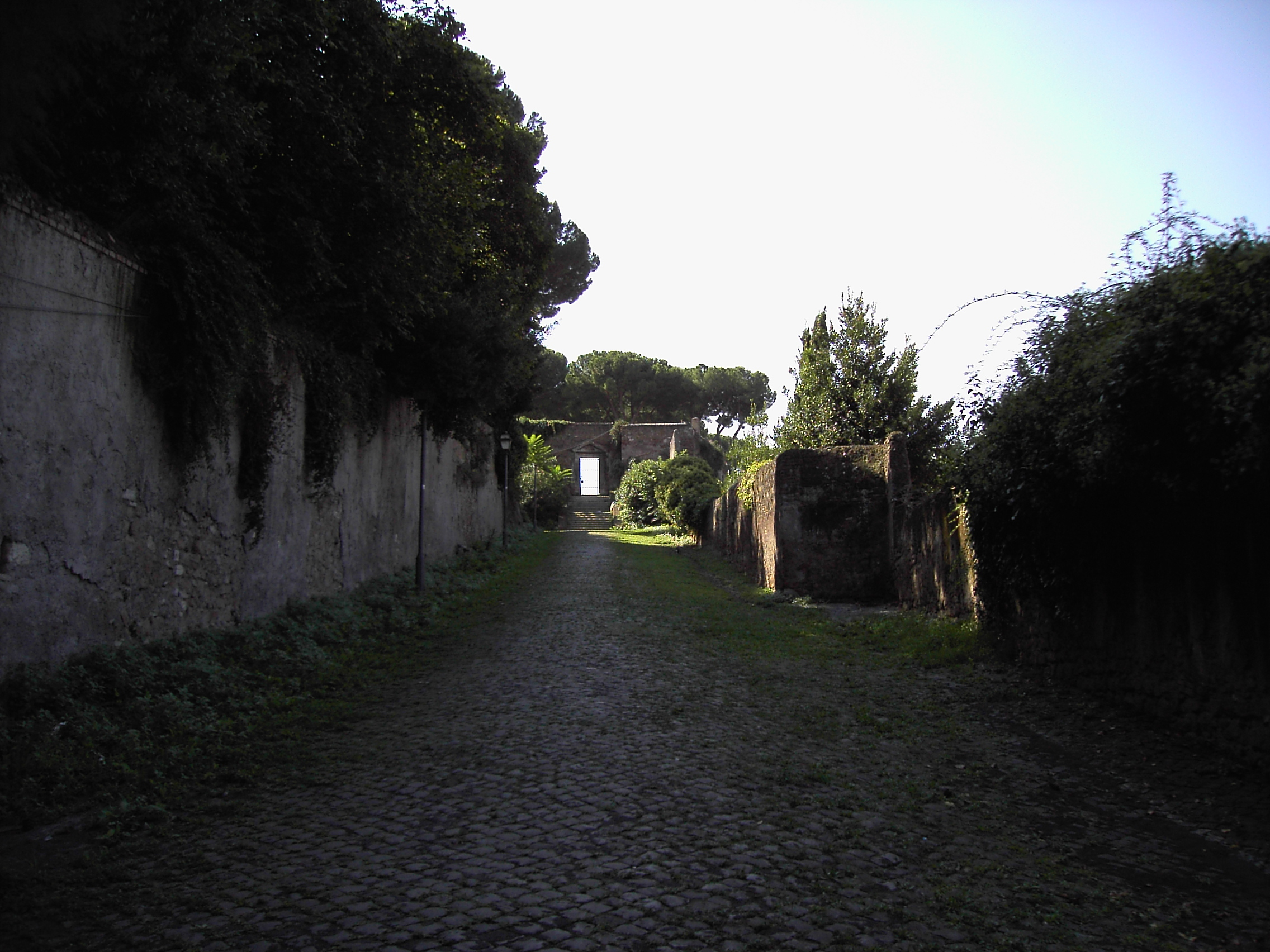
Clivo di Monte Savello, chemin campagnard longeant le parc
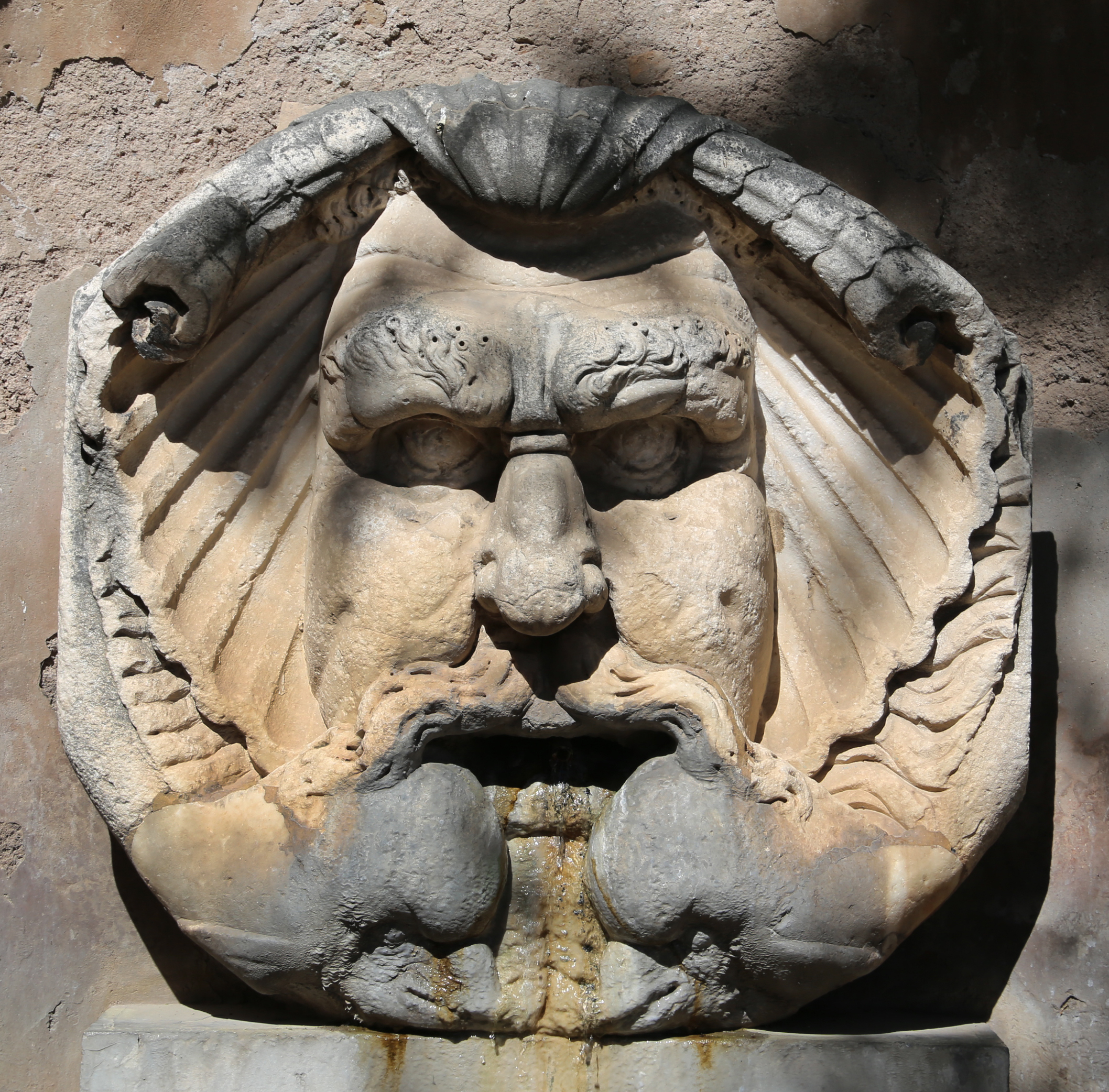
Fontaine à l'entrée